# غوتفريد فون بريير

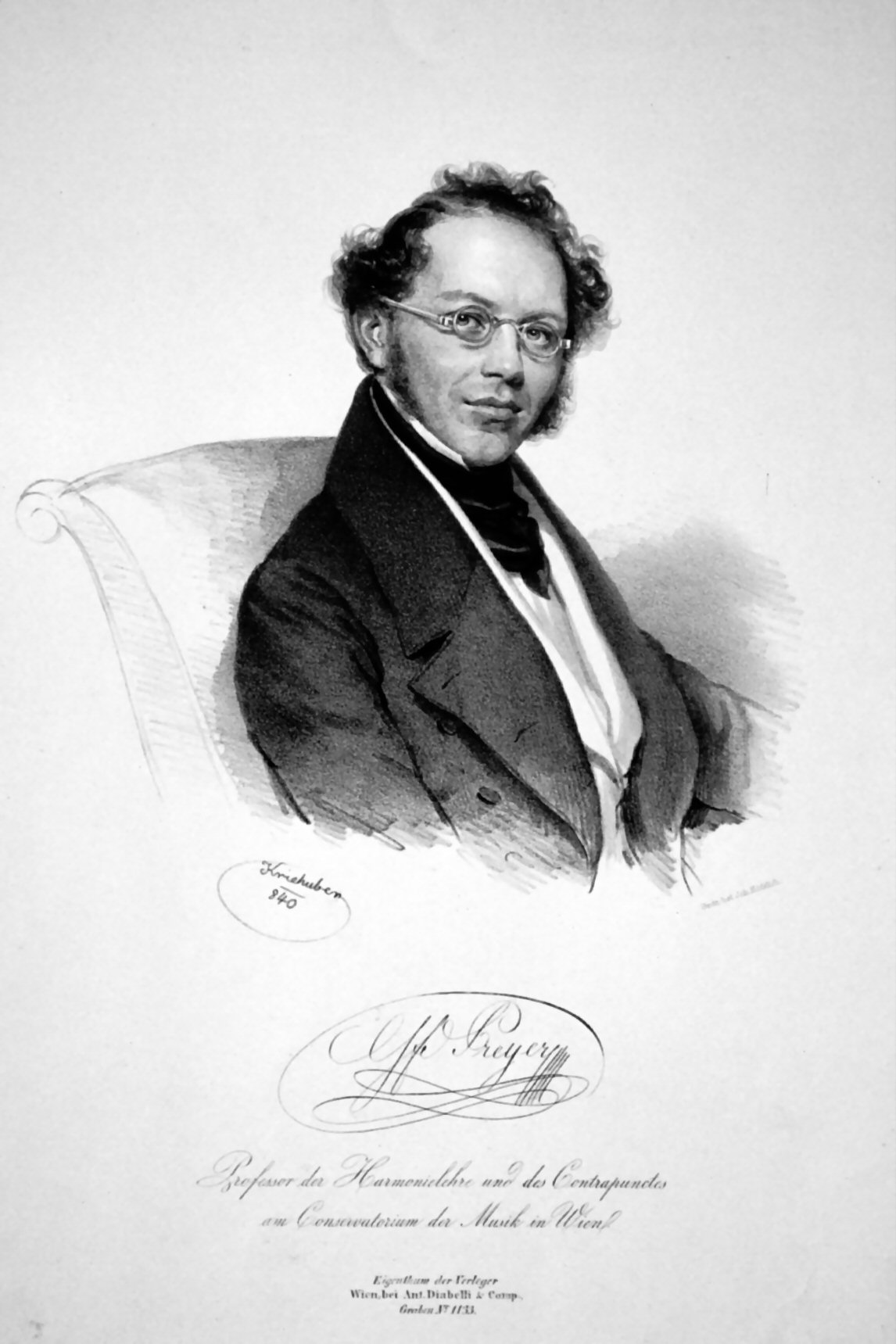
غوتفريد بريير، 1840.

كان غوتفريد فون بريير (9 مايو 1901 - 15 مارس 1807) ملحنا ومعلما وقائد فرقة موسيقية نمساوي.
درس بريير مع سيمون سيشتر من عام 1828 إلى عام 1834. أصبح أستاذًا للانسجام والتكوين الموسيقي في معهد فيينا الموسيقي في عام 1839، ومن عام 1844 إلى عام 1849 كان مدير المعهد الموسيقي. كما شغل منصب Vizehofkapellmeister و Domkapellmeister من سانت ستيفان.
أسس مستشفى غوتفريد فون بريير للأطفال Gottfried von Preyer'sches Kinderspital.
ولد في هاوسبغون وتوفي في فيينا.